# John Hallam
John William Francis Hallam (* 28. Oktober 1941 in Lisburn, Nordirland; † 14. November 2006 in Clifton, Oxfordshire) war ein britischer Schauspieler.

## Biografisches
John Hallam wurde im nordirischen Lisburn geboren. Seine Eltern stammten ursprünglich aus London und waren im Zuge der deutschen Luftangriffe während Krieges zeitweilig nach Nordirland evakuiert worden. Nach Kriegsende kehrte die Familie nach England zurück, wo Hallam in St Albans die Schule besuchte. Hallam arbeitete später zunächst als Angestellter in einer Bank in London und als Einzelhandelskaufmann in Südengland. Dort kam er in der lokalen Theaterszene erstmals mit der Schauspielerei in Kontakt. Anschließend absolvierte er von 1962 bis 1964 seine Ausbildung an der renommierten Royal Academy of Dramatic Art. Nach seinem Abschluss an der Schauspielschule wurde Hallam Mitglied in Laurence Oliviers National Theatre Company und stand 1965 im Old Vic Theatre erstmals als professioneller Theaterdarsteller auf der Bühne. Eine erste kleine Rolle in einer Fernsehproduktion verkörperte er 1967 in einer von der BBC verfilmten Fassung des Shakespeare-Stückes Viel Lärm um nichts, welche auf der Bühnen-Version des namhaften Regisseurs Franco Zeffirelli basierte.
In den Jahren danach bekam Hallam immer mehr Engagements in verschiedenen Fernseh- und Filmproduktionen, in welchen er meistens in Nebenrollen zu sehen war. Zu diesen zählten unter anderem Der Angriff der leichten Brigade, Alles unter Kontrolle – keiner blickt durch (beide von 1968) sowie John Hustons Eine Reise mit der Liebe und dem Tod (1969). Dadurch konnte Hallam sich bis Anfang der 1970er Jahre endgültig als Filmdarsteller etablieren und war seither in diesem Bereich hauptberuflich tätig. Bekanntere Produktionen, in denen er im Laufe der Zeit mitgewirkt hatte, waren unter anderem Das vergessene Tal, Nikolaus und Alexandra (beide von 1971), Ein Mann räumt auf (1979), Flash Gordon (1980), Der Drachentöter (1981) sowie Lifeforce – Die tödliche Bedrohung (1985). In den 1990er Jahren verkörperte er unter anderem Nebenparts in Robin Hood – König der Diebe (1991) und Kull, der Eroberer (1997). Im Fernsehen sah man Hallam im Laufe der Zeit in vereinzelten Episoden namhafter Serien wie Blackadder, EastEnders und Doctor Who.
Hallam war von 1966 bis 1992 verheiratet und hatte aus dieser Ehe insgesamt vier Kinder. 2006 verstarb er an den Folgen einer Hodenkrebserkrankung. Hallam war ein Cousin des Schauspielers Clive Mantle.

## Filmografie (Auswahl)
- 1968: Der Angriff der leichten Brigade (The Charge of the Light Brigade)
- 1968: Alles unter Kontrolle – keiner blickt durch (Carry On… Up the Khyber)
- 1969: Department S (Fernsehserie, 1 Folge)
- 1969: Mörder GmbH (The Assassination Bureau)
- 1969: Eine Reise mit der Liebe und dem Tod (A Walk with Love and Death)
- 1970: Randall & Hopkirk – Detektei mit Geist (Randall & Hopkirk (Deceased)) (Fernsehserie, 1 Folge)
- 1971: Das vergessene Tal (The Last Valley)
- 1971: Nikolaus und Alexandra (Nicholas and Alexandra)
- 1972: Jason King (Fernsehserie, 1 Folge)
- 1972: Sein Leben in meiner Gewalt (The Offence)
- 1973: Black Beauty (The Adventures of Black Beauty) (Fernsehserie, 1 Folge)
- 1973: Hitler – Die letzten zehn Tage (Hitler: The Last Ten Days)
- 1973: The Wicker Man
- 1975: Thriller (Fernsehserie, 1 Folge)
- 1977: Caprona 2. Teil (The People That Time Forgot)
- 1979: Simon Templar – Ein Gentleman mit Heiligenschein (Return of the Saint) (Fernsehfilm)
- 1979: Ein Mann räumt auf (Love and Bullets)
- 1980: Flash Gordon
- 1981: Der Drachentöter (Dragonslayer)
- 1982: Ivanhoe (Fernsehfilm)
- 1982: Der Aufpasser (Minder, Fernsehserie, 1 Folge)
- 1982: Die Profis (The Professionals, Fernsehserie, 1 Folge)
- 1985: Könid David (King David)
- 1985: Lifeforce – Die tödliche Bedrohung (Lifeforce)
- 1985: Santa Claus (Santa Claus: The Movie)
- 1986: Casualty (Fernsehserie, 1 Folge)
- 1988–1990: EastEnders (Fernsehserie, 6 Folgen)
- 1989: Doctor Who (Fernsehserie, 1 Folge)
- 1989: Die Chroniken von Narnia: Prinz Kaspian & Die Reise auf der Morgenröte (The Chronicles of Narnia: Prince Caspian & The Voyage of the Dawn Treader) (Fernsehserie, 4 Folgen)
- 1990: Emmerdale (Fernsehserie, 2 Folgen)
- 1990: Michelangelo – Genie und Leidenschaft (A Season of Giants) (Fernsehfilm)
- 1991: Robin Hood – König der Diebe (Robin Hood: Prince of Thieves)
- 1992: Zorro – Der schwarze Rächer (Zorro, Fernsehserie, 1 Folge)
- 1994: Sherlock Holmes (The Memoirs of Sherlock) (Fernsehserie, 1 Folge)
- 1995: Fünf Freunde (The Famous Five) (Fernsehserie, 1 Folge)
- 1997: Wycliffe (Fernsehserie, 1 Folge)
- 1997: Kull, der Eroberer (Kull the Conqueror)
- 2000: Das zehnte Königreich (The 10th Kingdom) (Fernsehserie, 3 Folgen)
- 2000: Arabian Nights – Abenteuer aus 1001 Nacht (Arabian Nights) (Fernsehfilm)